# Italia, America e ritorno
Italia, America e ritorno è il primo album in studio del cantante italiano Lorenzo Andreaggi, erede artistico designato da Narciso Parigi. Il disco è stato pubblicato il 13 novembre 2020 dalla Egea Music.

## Descrizione
Il disco, diretto artisticamente da Narciso Parigi, contiene 17 brani cantati da Lorenzo Andreaggi e suddiviso in due atti musicali.  È l'album che racconta l'amicizia e il passaggio di testimone da Parigi ad Andreaggi, avvenuto a Firenze in Palazzo Vecchio il 28 novembre 2018. Molte delle canzoni proposte sono state scritte dallo stesso Parigi durante la sua carriera negli Stati Uniti e in questo caso sconosciute al mercato italiano. Gli artisti che partecipano insieme ad Andreaggi sono: il pianista Stefano Bollani (che introduce, intermezza e conclude l'opera con Serenata celeste), i chitarristi Saverio Lanza, Finaz e Marco Bachi della Bandabardò, l’orchestra “La Nuova Pippolese” e Antonio Aiazzi già membro dei Litfiba. Per la realizzazione dei duetti canori: Irene Grandi, il tenore Fabio Armiliato (che duetta con Andreaggi nel brano del 1944 La luna), Donatella Alamprese e il trio vocale italiano “Le Signorine”. Tutti artisti che nel corso della loro carriera hanno condiviso alcuni momenti di musica insieme a Narciso Parigi. La maggior parte degli arrangiamenti sono stati realizzati da Bruno Scantamburlo. Per il videoclip di Cosa sognano gli angeli Andreaggi calca il palcoscenico insieme a Irene Grandi, un brano scelto dalla produzione e dall’artista per accompagnare l'uscita dell'album. Il disco è stato commercializzato in edizione standard (CD e download digitale). Di particolare rilevanza è il brano Amici miei, scritto per la sigla finale dell'omonimo film di Pietro Germi. Un'altra canzone scritta da Parigi per il grande schermo è Tre franchi di pietà, tratta dal film spaghetti western omonimo di Luigi Batzella del 1966. Tra i brani particolari ci sono inoltre: Ricordando Odoardo Spadaro, canzone che Parigi scrisse dopo la morte del suo maestro e amico Odoardo Spadaro, Va' ja, Firenze canzone che incita la città del fiore ad un nuovo Rinascimento, Non ritornar canzone scritta per Dean Martin. Come Bonus Track è stata scelta la canzone I magnifici undici, inno per la Fiorentina che Narciso scrisse insieme a Mogol e Carlo Donida Labati per "Una canzone per la vostra squadra", festival organizzato nel 1964 dall'Assessorato al Turismo di Sanremo e da Gianni Ravera nel Teatro Ariston.

## Tracce
Italia, America e ritorno
1. Serenata celeste (Intro) (feat. Stefano Bollani in piano solo) – 0:39 (testo: G. Fiorelli, M. Ruccione – musica: M. G. Gili)
2. Cosa sognano gli angeli (feat. Irene Grandi) – 3:24 (testo: Narciso Parigi, D. Masini – musica: Luciano Della Santa)
3. Non ritornar – 2:49 (testo: Luciano Della Santa – musica: Narciso Parigi)
4. Aquiloni (feat. Finaz: chitarra) – 3:08 (testo: Narciso Parigi – musica: Luciano Della Santa)
5. Vivere – 3:07 (Cesare Andrea Bixio)
6. Non baciarmi mentre guido (feat. Saverio Lanza: chitarra) – 2:53 (testo: Silvano Nelli, Gianfranco D'Onofrio – musica: Narciso Parigi, M. Deponti)
7. Tre franchi di pietà – 3:16 (testo: Vito Pallavicini – musica: Narciso Parigi, M. Deponti)
8. Good night, Firenze (feat. Le Signorine - trio vocale italiano) – 3:31 (R. Nannoni)
9. Serenata celeste (Intermezzo) (feat. Stefano Bollani in piano solo) – 3:44 (testo: G. Fiorelli, M. Ruccione – musica: M. G. Gili)
10. It is Christmas - É Natale (feat. Donatella Alamprese) – 3:24 (testo: G. Giampiccolo – musica: G. Ciocca)
11. Va' ja, Firenze – 4:08 (testo: Narciso Parigi – musica: F. Bravi)
12. La luna (feat. Fabio Armiliato) – 2:49 (testo: Cavaliere – musica: Panzeri)
13. Il baco Gigi – 2:38 (testo: Silvano Nelli – musica: Mauro Casini)
14. Ricordando Odoardo Spadaro (feat. La Nuova Pippolese) – 3:59 (testo: D. Masini – musica: Narciso Parigi)
15. Amici miei (feat. Antonio Aiazzi: fisarmonica) – 3:30 (Narciso Parigi, Luciano Della Santa)
16. Serenata celeste (Reprise) (feat. Stefano Bollani in piano solo) – 1:06 (testo: G. Fiorelli, M. Ruccione – musica: M. G. Gili)
17. I magnifici undici - Canzone per la Fiorentina (Bonus Track) – 2:16 (testo: Italomario, Narciso Parigi, Mogol – musica: Carlo Donida Labati)

## Formazione
- Lorenzo Andreaggi - voce
- Narciso Parigi - direzione artistica e voce introduttiva al brano "Amici miei"
- Bruno Scantamburlo - arrangiamenti (tranne i brani "Ricordando Odoardo Spadaro" arrangiato da Francesco Cusumano e "Il baco Gigi" arrangiato da Fabrizio Mocata), chitarra acustica, chitarra elettrica, mandolino, cavaquinho, basso acustico
- Marco Bachi - contrabbasso
- Leonardo Martera - batteria
- Fabrizio Mocata - pianoforte, melodica
- Fuzica Da Mangueira - percussioni
- Francesco Schina - clarinetto
- Johanna Lopez - viola da gamba
- Matteo Spolveri - tromba
- Gabriele Nardoni - sassofono contralto
- Filippo Brilli - sassofono tenore
- Mattia Fontolan - trombone